# Гайсрайтер, Мориц
Мориц Гайсрайтер (нем. Moritz Geisreiter) — немецкий конькобежец. Участник чемпионатов Европы и мира. Чемпион Германии на 5000 и 10000 м (2011) и рекордсмен Германии на дистанции 5000 м.

## Биография
Дебютировал в Кубке мира в сезоне 2007/2008.
В 2011 году занял 11-е место на чемпионате мира на дистанции 10000 м.